# Wugang
Wugang (en chino, 武冈; pinyin, Wǔgāng; Wade-Giles, wu kang) es un municipio  bajo la administración directa de la Prefectura Shaoyang en la Provincia de Hunan, República Popular China.  Su área es de 1539 km² y su población total para 2010 superó los 730 mil de habitantes. 

## Administración
Desde octubre de 2021, el  Municipio Wugang se divide en 18 pueblos que se administran en 4 subdistritos,  11 poblados y 3 villas.

## Toponimia
El topónimo Wugang [/u-kang/] significa "colina Wu <marcial>". Recibe su nombre de la montaña Wugang (武冈山) que se encuentra dentro de su territorio.
La sección Río Zi (资水注) de los Clásico de los Ríos (水经) dice;
El río Zi fluye al sur del Condado Wugang, a ambos lados del condado hay dos colinas enfrentadas, separadas por unos dos lis., durante la dinastía Han Posterior, cuando se reprimió a los nativos Wuxi (五溪蛮), estos se refugiaron en estas colinas, de ahí el nombre 'Wugang' (Colina Marcial), y el condado tomó esta denominación.
Una leyenda cuenta que, durante la Dinastía Song, Lü Dongbin (uno de los Ocho Inmortales taoístas) pasó por este lugar. Al ver su belleza, escribió por el camino en una piedra los dos grandes caracteres "止戈" (zhǐ gē), que significan "detener la guerra", combinando estos dos caracteres forma el carácter Wu (武) que significa "marcial". Al unirlo con las colinas ondulantes circundantes, se formaba el significado de Wugang (武冈).